# Martina Pracht
Martina Pracht (11 de abril de 1964) es una jinete canadiense que compitió en la modalidad de doma. Ganó dos medallas en los Juegos Panamericanos de 1987, oro en la prueba por equipos y plata en individual.

## Palmarés internacional
| Juegos Panamericanos | Juegos Panamericanos          | Juegos Panamericanos | Juegos Panamericanos |
| Año                  | Lugar                         | Medalla              | Categoría            |
| -------------------- | ----------------------------- | -------------------- | -------------------- |
| 1987                 | Indianápolis (Estados Unidos) | Medalla de oro       | Por equipos          |
| 1987                 | Indianápolis (Estados Unidos) | Medalla de plata     | Individual           |